# Hirschberg (Adelsgeschlecht)

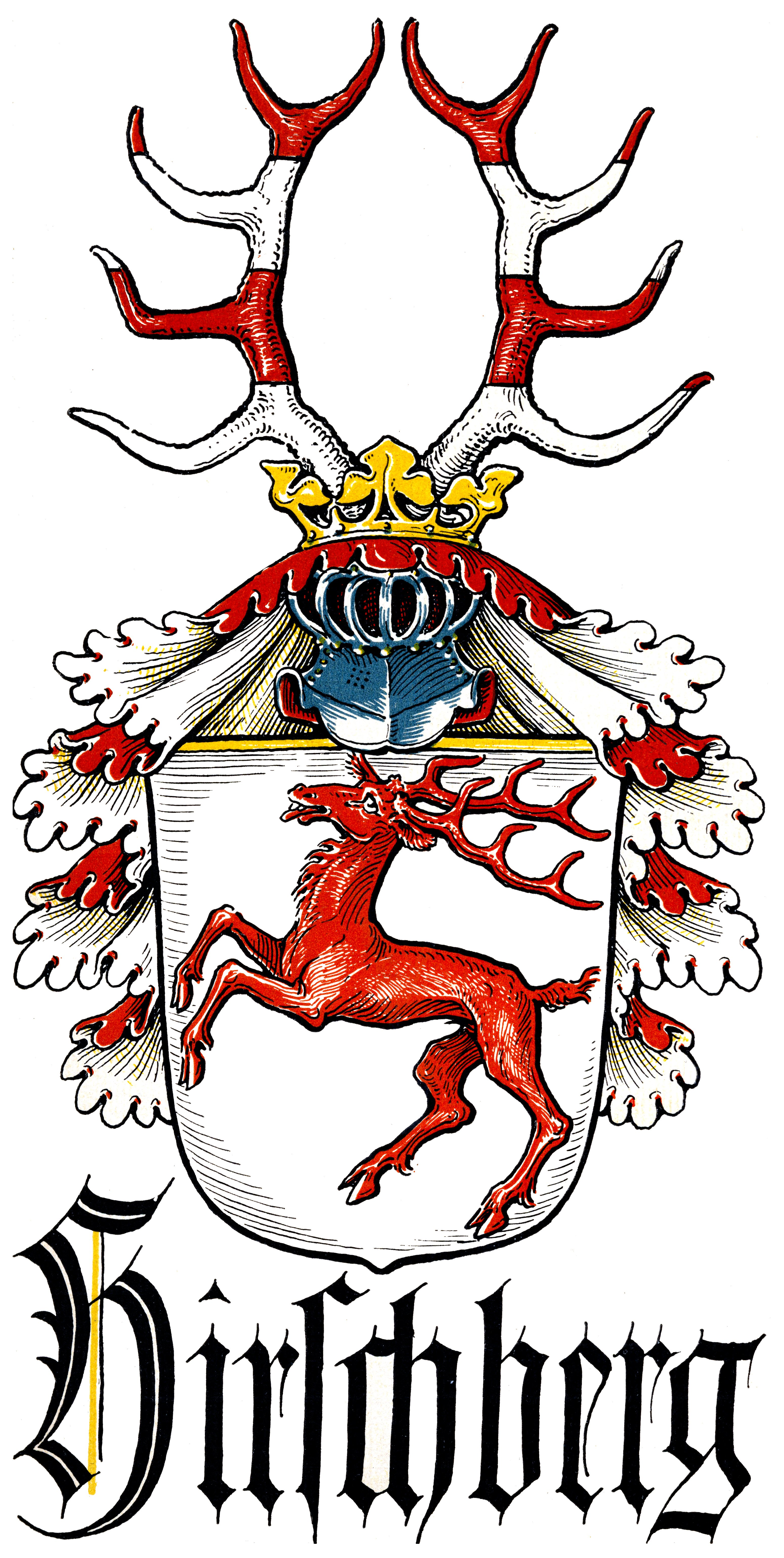
Wappengrafik von Otto Hupp im Münchener Kalender von 1929

Hirschberg ist der Name eines alten vogtländischen und bayerischen Adelsgeschlechts, dem zunächst vohburgische, später andechs-meranische Ministeriale entstammten.

## Geschichte
Das Geschlecht, der fränkischen Reichsritterschaft zugehörig, erschien erstmals urkundlich am 12. Oktober 1223 mit „Rudegerus de Hirzperc“ in einer Stiftungsurkunde Ottos VII. von Andechs-Meranien.

### Hirschberger im Regnitzland
Die Hirschberg im Vogtland hatten zahlreiche Besitzungen im sogenannten Regnitzland, unter anderem im heutigen Landkreis Hof in Oberfranken. Sie wurden beispielsweise auf dem Rudolfstein, dem Hirschstein, dem Grünstein, den Ansitzen in Schwarzenbach an der Saale mit Oberhof und Unterhof bzw. Seuckenreuth und mit einer Turmhügelanlage 1400 in Stobersreuth genannt. Auf dem Rudolfstein fungierten sie nach Verlust ihrer Souveränität als hohenzollersche Amtmänner. Die beiden Familienmitglieder Agnes von Hirschberg und Amalie von Hirschberg († 1564) waren Äbtissinnen des Klarissenklosters Hof.

### Grafen von Hirschberg
Es werden zwei Linien unterschieden:

#### Ebnath-Schwarzenreuth
Schloss Schwarzenreuth war von 1355 bis 1848 im Besitz der Familie, Burg Ebnath von 1355 bis 1870, die Hammermühle Riglasreuth von 1779 bis 1888.
In der Zeit des Dreißigjährigen Krieges lebte Wolf Adam von Hirschberg auf Ebnath und Schwarzenreuth (* 1614). Er war wegen seiner Ehrenhändel berüchtigt. So hat er am „4. Febris 1639 den Georg Friedrich Zweiffel nahe bey Tirschnitz in einem Duell mit der Pistoll vom Pferd herunter und zu Todt geschossen“, was ihm eine hohe Geldstrafe einbrachte. Durch seine Beteiligung als Freireiter auf kurbayerischer Seite erhielt er einen teilweisen Straferlass. 1671 musste er wegen eines ähnlichen Vorfalls außer Landes gehen, da eine Streitsache „wegen des erschossenen Hirten Hans Hauer zu Kastl“ anhängig war. 1687 verstarb seine erste Gattin und er heiratete 1690 mit 76 Jahren erneut. Im Sterbematrikel heißt es über ihn: „Am 6. Juny 1694 verstarb der vorneme und gestrenge Herr Wolf Adam von Hirschberg in Schwarzenreuth – versehen mit den Sterbesakramenten – 80 Jahre alt – in vielen Zweikämpfen Sieger… Verbotene Künste zu Hieb- und Stichfestigkeit hat er vor Empfang des Bußsakraments abgeschworen“.
Johann Franz Bernhard Freiherr von Hirschberg, Gutsbesitzer auf Schwarzenreuth, Ebnath und Riglasreuth wurde am  25. September 1790 in München in den Reichsgrafenstand erhoben, am 4. Juli 1792 sein Bruder Christoph Freiherr von Hirschberg, ebenfalls in München.
Am 27. März 1798 vermählte sich Franz Amand von Hirschberg (* 1771) in der Schlosskapelle von Wildenau mit der Erbtochter Katharina von Hann. Bis heute ist dieses Gut im Besitz der Hirschberger. Das Gut ging nach seinem Tod an seinen Sohn Anton Ignaz (* 1811) über, der bis 1881 Herr auf Wildenau war. In dessen Zeit fiel der Verkauf der Hofmark Ebnath, die 1870 von den Grafen von Castell-Rüdenhausen erworben wurde und später an die Forst Ebnath AG überging. Durch den Erlös aus dem Verkauf konnte der Sohn des Anton Ignaz, Hermann I., der 1881 das Erbe antrat, den Wiederaufbau von Unterwildenau nach dem verheerenden Brand von 1887 finanzieren. Er blieb bis 1919 Herr auf Schloss Wildenau. Danach konnte der aus dem Ersten Weltkrieg zurückgekehrte Hermann II. von Hirschberg († 1939), Magistralritter des souveränen Malteserordens, den Besitz übernehmen und für seine Tochter Maria Katharina erhalten. In zweiter Ehe war er mit Elisabeth von Wenz zu Niederlahnstein verheiratet, nach deren Tod († 1971) der Besitz an die Tochter Maria Katharina Döpper-von Hirschberg überging.

#### Schwarzenbach
1381 gelangte Schloss Schwarzenbach (an der Saale) mit verschiedenen Gebieten am Kornberg sowie dem Rittergut Förbau in den Besitz der Reichsritter von Hirschberg, die dort bis zu ihrem Niedergang 1570 ansässig blieben.
Carl Heinrich Freiherr von Hirschberg, großherzoglich würzburgischer Kämmerer und Landesdirektionsrat, wurde am 17. Juli 1815 im Königreich Bayern in die Freiherrnklasse ummatrikuliert.

## Wappen
- Das Stammwappen zeigt in Silber einen springenden achtendigen roten Hirsch. Auf dem Helm mit rot-silbernen Helmdecken ein achtendiges rotes (oder 3 mal von Rot über Silber geteiltes) Hirschgeweih.
- Das Grafenwappen von 1790/92 zeigt im Schild das Stammwappen. Drei Helme mit rot-silbernen Decken, auf dem rechten und linken je ein gold-gekrönter schwarzer Doppeladler, auf dem mittleren ein dreimal Rot über Silber übereck geteiltes achtendiges Hirschgeweih.[2]

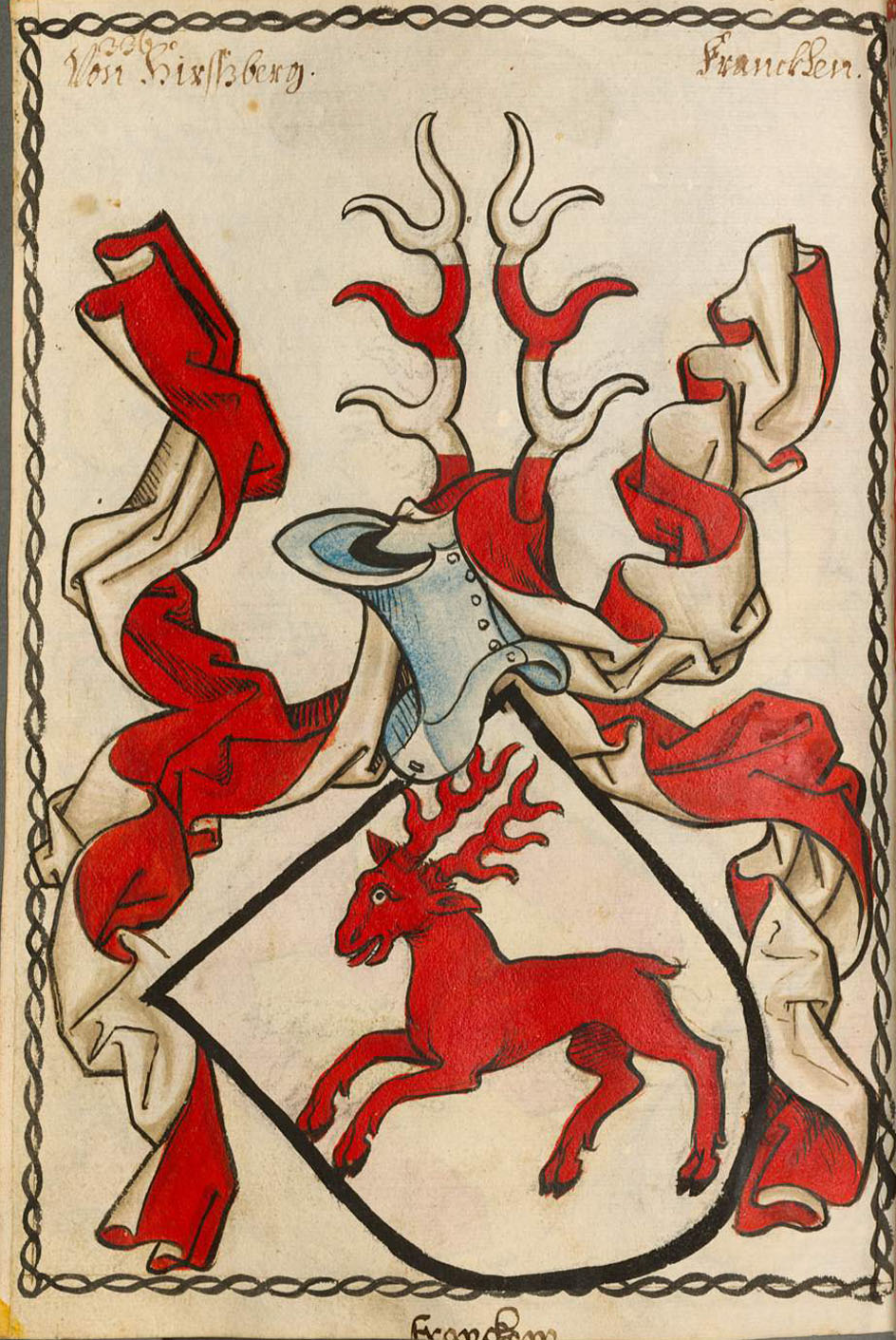
Wappen der Hirschberg nach Scheibler, 15.–16. Jahrhundert
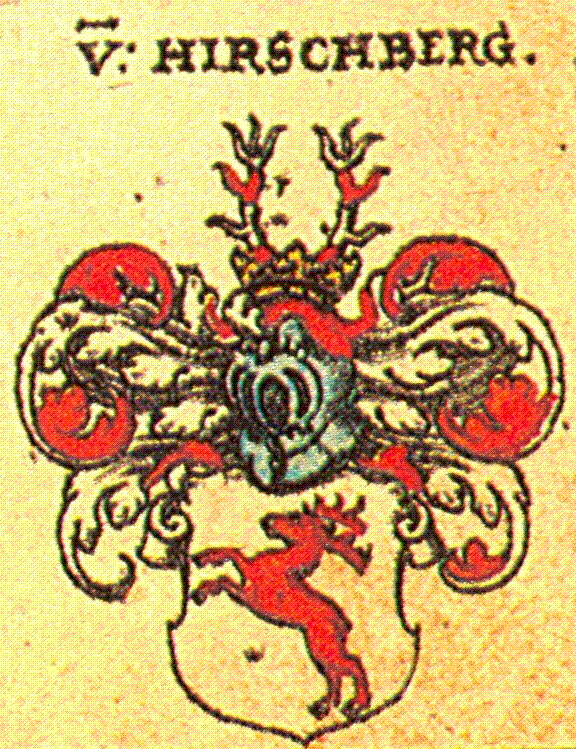
Wappen nach Siebmacher, 1605
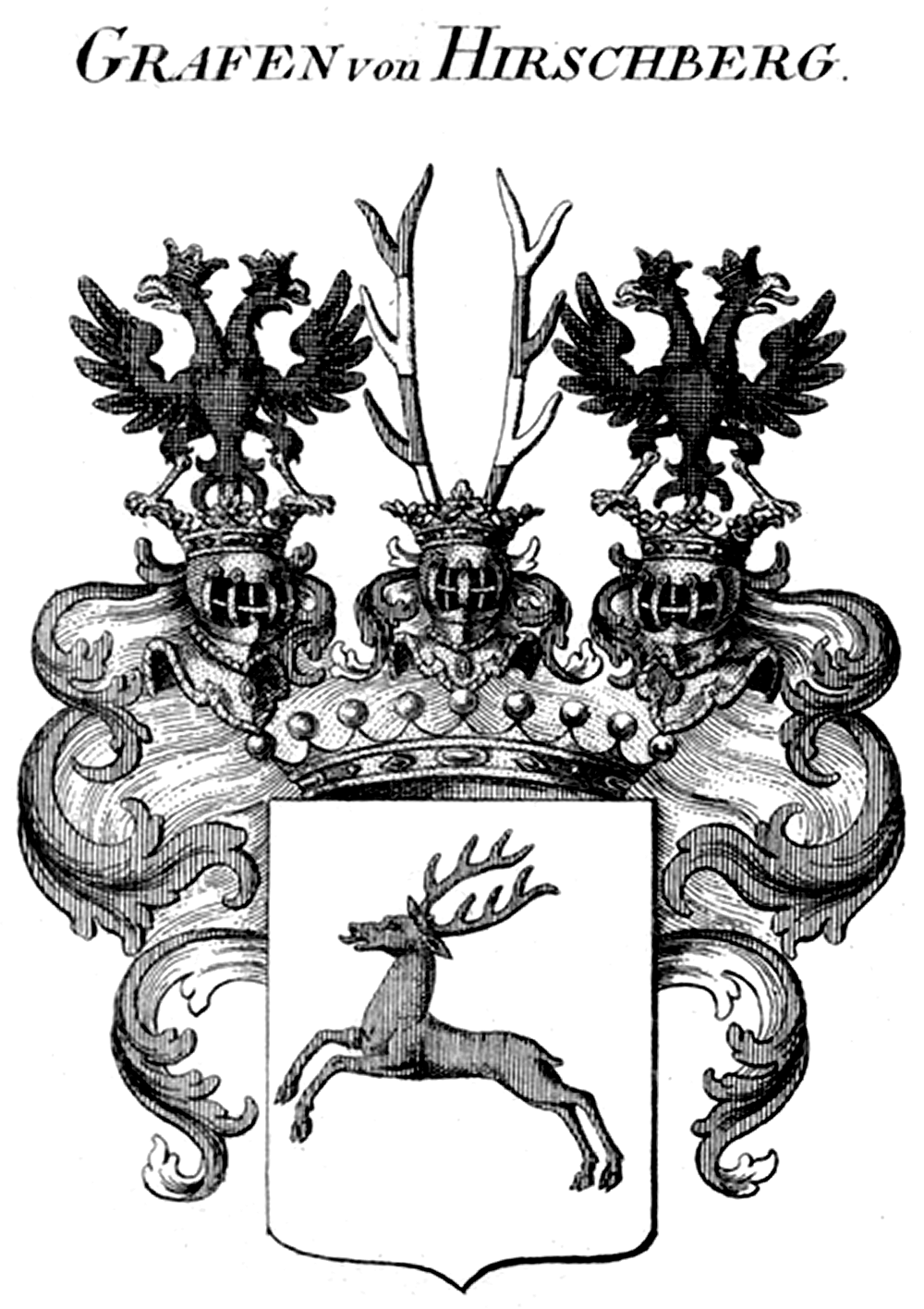
Wappen nach Tyroff, 1818